# 果てもなき荒野原
果てもなき荒野原（はてもなきあらのはら、Степь да степь кругом）は、ロシア民謡の曲

## 概要
作曲者については、確定していない。イワン・ザハロヴィッチ・スリコフ（Иван Захарович Суриков、1841年 - 1880年）の作詞の歌詞がつけられている。歌詞の内容は、死にそうになる馭者の心情を歌ったものである。19世紀の歌でありながらも、ロシア、ソ連を通じて、現在まで歌われ続けている。
日本では、井上頼豊により訳詞がつけられ、あまり知られないものの、ロシア民謡愛好家および『うたごえ運動』に歌われ続けた。加藤登紀子が改めて訳詞をつけ、『草原』という名で、アルバム『ロシアのすたるじい』の曲の最後を飾っている。森繁久彌のこの曲のシングルレコードもリリースされている。
YouTubeでは、1979年の加藤登紀子コンサートでの飛び入り参加の森繁久彌のライブ歌唱の動画、うたごえ喫茶での動画、ユーリー・グリャーエフ歌唱の動画、合唱団による動画ら、多くの動画がアップロードされている。